# Bernard Campiche
Pour les articles homonymes, voir Campiche.
Bernard Campiche, né le 13 janvier 1956 à Lausanne (originaire de Sainte-Croix), est un éditeur suisse du canton de Vaud.

## Biographie
Bernard Campiche naît le 13 janvier 1956 à Lausanne,. Il est originaire d'une autre commune du canton de Vaud, Sainte-Croix,.
Il est le cadet d'une fratrie de trois garçons. Son père, Michel Campiche, est historien et écrivain ; sa mère, Noëlle, est valaisanne. Il naît infirme moteur cérébral et perd sa mère dans un accident de voiture en 1967,.
Il passe son enfance à Saint-Maurice, où son père enseigne au collège, puis à Lausanne. Après avoir obtenu un diplôme de commerce à l'École supérieure de commerce de Lausanne, il suit une formation de bibliothécaire à l'École de bibliothécaires de Genève.
Il exerce le métier de bibliothécaire au Centre d'enseignement secondaire supérieur de l'est vaudois (CESSEV), à La Tour-de-Peilz, de 1979 à 1988, puis travaille une année comme documentaliste à l'Institut de recherche sur l'environnement construit à l'École polytechnique fédérale de Lausanne.
Il assume l'administration de la revue littéraire Écriture, fondée par Bertil Galland, de 1981 à 1989,.
Marié, il est père de deux enfants. En 2000, il perd sa fille atteinte de leucémie, à l'âge de 6 ans, puis se sépare de son épouse.
Il est successivement domicilié à Yvonand, Orbe pendant 22 ans, puis Sainte-Croix depuis l'automne 2020.

## Bernard Campiche éditeur
Il crée sa propre maison d'édition à Orbe en octobre 1986,,, sous la forme d'une entreprise individuelle, consacrée exclusivement à la littérature romande. Il est alors le plus jeune éditeur littéraire de Suisse romande. Il travaille seul et ne fait paraître que huit livres l'an. Le siège social de l'entreprise est transféré d'Orbe à Sainte-Croix en janvier 2021,.
Anne-Lise Grobéty et Jean-Pierre Monnier sont les premiers à le rejoindre. Il connaît son premier succès en 1987 avec La Parole volée de Michel Bühler et se consacre entièrement à l'édition à partir de l'automne 1989.
Il lance une collection de poche, intitulée « camPoche » en 2002, suivie en 2004 par « Théâtre en camPoche ». En automne 2006, il crée une collection de beaux livres intitulée « camPimages ».
En 2015, son catalogue comptait plus de 160 livres, dont neuf ouvrages de Jacques Chessex. En 2021, il s'élevait à 400 livres.
Ses meilleures ventes sont les livres d'Anne Cuneo, que personne ne voulait éditer avant lui.
Une exposition est organisée en 2006 à la Bibliothèque cantonale et universitaire du Palais de Rumine à Lausanne pour les 20 ans de la maison d'édition.

### Auteurs publiés
- Daniel Abimi
- Gisèle Ansorge
- Gaël Bandelier
- Philippe Barraud
- Pierre Béguin
- Lina Bögli
- Jacques-Étienne Bovard
- Michel Bühler
- Julien Burri
- Michel Campiche
- Alex Capus
- Mélanie Chappuis
- Sylviane Chatelain
- Jacques Chessex
- François Conod
- Odile Cornuz
- Nicolas Couchepin
- Anne Cuneo
- Isabelle Daccord
- Suzanne Deriex
- Corinne Desarzens
- Charles-Henri Favrod
- Max Frisch
- Catherine Fuchs
- Louis Gaulis
- Claire Genoux
- Armen Godel
- Anne-Lise Grobéty
- Blaise Hofmann
- Joseph Incardona
- Antoine Jaccoud
- Rolf Kesselring
- Benjamin Knobil
- Sandra Korol
- Jean-Louis Kuffer
- Joëlle Kuntz
- Frédéric Lamoth
- Asa Lanova
- Charles-François Landry
- Yves Laplace
- Bernard Liègme
- Valérie Lou
- Thierry Luterbacher
- Sylvaine Marguier
- Janine Massard
- Éric Masserey
- Daniel Mayer
- Jean-Euphèle Milcé
- Antonin Moeri
- Jean-Pierre Monnier
- Michel Moulin
- Alberto Nessi
- Marcel Nicolet[23]
- Simone Oppliger
- Frédéric Pajak
- Vincent Philippe
- Marielle Pinsard
- Georges Piroué
- Valérie Poirier
- Jacques Probst
- Manon Pulver
- Charles-Édouard Racine
- Pascal Rebetez
- Anne-Frédérique Rochat
- Sylviane Roche
- Yves Rosset
- Gilbert Salem
- Isabelle Sbrissa
- Marcel Schüpbach
- Olivier Sillig
- Jean-François Sonnay
- André Steiger
- Anne-Lou Steininger
- Jean-François Thomas
- Daniel Tschumy
- Nicolas Verdan
- Laurence Verrey
- Michel Viala
- Walter Vogt
- Nicolas Verdan
- Alexandre Voisard
- Laure Wyss
- René Zahnd
- Dominique Ziegler

## Prix
- 1989 : Prix de la Commission de littérature française du canton de Berne
- 1990 : Prix Jeunes créateurs de la Fondation vaudoise pour la culture[10]
- 1999 : Prix du Fonds du Jubilé de l'UBS
- 2000 : Grand prix de la Fondation vaudoise pour la culture[24]

### Sources
- Entretien paru dans Le Matin - Dimanche, 2005/04/24, p. 25-26
- Bernard Campiche Éditeur - Biographie.
- Un portrait : Bernard Campiche, 50 ans, 20 ans d'édition, par Gilbert Salem.
- 24 Heures, 2008/02/23-24, p. 40 avec une photographie
- L'invité culturel: Bernard Campiche, éditeur - tsr.ch - vidéo - info - 12:45 le journal